# Природный заповедник Тангкоко
Природный заповедник Тангкоко — национальный парк на севере острова Сулавеси. Основан в 1981.

## Территория
Заповедник имеет площадь 8,700 га, покрытых тропическим лесом, и включает 3 горы Тангоко (высота 1,109 м), Дуа-Саудара (1,361 м) и Батуангус (450 м).

## Туризм
В заповедник организуются туры от ближайшего аэропорта в Манадо.